# Distrito de Sóndor
El distrito de Sóndor es uno de los ocho que conforman la provincia de Huancabamba en el departamento de Piura en el norte del Perú. Limita por el norte con el distrito de Huancabamba; por el este con el distrito de Tabaconas (San Ignacio, Cajamarca); por el sur con el distrito de Sallique (Jaén, Cajamarca); y, por el oeste con el distrito de Sondorillo y el distrito de Huarmaca.
Desde el punto de vista de la jerarquía de la Iglesia católica, forma parte de la Diócesis de Chulucanas.

## Historia
El distrito fue creado mediante ley del 2 de enero de 1857, en el gobierno del Presidente Ramón Castilla.

## Geografía
El distrito ocupa un área de 347,38 km². Su población en el año 2005 era de 8 486 habitantes.
La capital del distrito es la ciudad de Sóndor, situada a una altitud de 2050 m s. n. m.. La ciudad está situada entre el Cerro Pashirca y el Cerro La Viuda; a la margen derecha de la quebrada de Sóndor.
Entre los platos típicos de la gastronomía del distrito destacan la sopa de arverjas y los chicharrones con mote. El aniversario del distrito se festeja el 2 de enero.
La población del distrito se dedica mayoritariamente a la agricultura. El distrito está compuesto por tres pueblos, 56 caseríos y tres anexos. Entre los cultivos principales hay que destacar el café, el naranjo y el mango.
Sus principales poblaciones, además de la capital, son:
- Cashacoto
- Tuluce
- Huaricancha
- Shilcaya
- Lagunas
- Agupampa
- Tacarpo
- Yangua
- Mancucur
- Quevedos
- Campo La Florida
- Cashaynamo
- Imbo
- Chonta
- San Juan de Higuerones
- Guardalapa
- Maraypampa
- Chantaco

Dentro de sus caseríos se encuentran Chirimoyo, Nuevo Progreso, Shumaya y Sambumbal.

## Autoridades

### Municipales
- 2023 - 2026[2]
  - Alcalde: José Alberto Lizana Jaramillo, de la Organización Política Unidad Regional.
  - Regidores:

  1. YEXSER SANTOS MORETO (Organización Política Unidad Regional)
  2. ESMILDA BERRU CARRASCO (Organización Política Unidad Regional)
  3. GENRRI RISLEY SAUCEDO GARCIA (Organización Política Unidad Regional)
  4. SOFIA GARCIA GUERRERO (Organización Política Unidad Regional)
  5. ABIGAIL DEL CARMEN TOCTO MALDONADO (Movimiento Independiente Fuerza Regional)

Alcaldes anteriores
- 2019-2022: [Félix Gustavo Guerrero Bermeo], Partido Democracia Directa.
- 2015-2018:[3] Percy Marino Peña Ocaña, del Movimiento Independiente Fuerza Regional (FR).
- 2011-2014:[4] Percy Marino Peña Ocaña, del Movimiento Independiente Fuerza Regional  (FR).
- 2007-2010: Segundo Manuel Contreras More.

### Policiales
- Comisario: Sargento PNP .

## Festividades
- Corpus Christi.
- Virgen de la Asunción.
- San Miguel Arcángel.

## Atractivos turísticos
- Plaza de armas
- Santuario el mirador´´Pashirca´´
- Cerro La Viuda
- Las pirámides de los infiernos.
- Catara el Sitán
- Catarata de Churipampa
- Lagunas de Quevedos
- Cuevas Incas de Quevedos
- Mirador de Higuerones
- Infiniti Park,  juegos extremos